# Henok Legesse
Henok Legesse, né le 19 septembre 1988, est un athlète éthiopien spécialiste du demi-fond.
Son meilleur temps sur 1 500 m est de 3 min 34 s 42, obtenu à New York le 30 mai 2009.